# ローランド・VKシリーズ
VKシリーズは、ローランドが販売しているコンボ・オルガンである。
1978年にアナログ方式の2段鍵盤オルガン・VK-9が登場。兄弟機種のVK-6、さらには1段鍵盤のVK-1が登場したが、1980年代初めに生産中止となる。
そして1997年、新方式のモデリング音源である「バーチャル・トーンホイール」を採用したVK-7が登場し、現在に至る。
以降ここでは主にバーチャル・トーンホイールを採用したVK-7以降の機種について述べる。

## 概要
バーチャル・トーンホイールとは、ハモンドオルガンの心臓部であるトーンホイールの発音構成をパーツ単位で徹底分析してモデリングした音源。常に発音している状態なので鍵盤が押されたらすぐ発音し、同時発音数も91音となっている。また、音色の調整は9本もしくは2本のドローバー（VKシリーズではハーモニック・バーと呼ばれる）で行う。その他ローランド独自のエフェクト技術・COSMによるロータリーシミュレーターやアンプシミュレーターを搭載しており、オルガンサウンドに変化を与える。

## 機種
VK-7
1997年登場。バーチャル・トーンホイールを搭載した1段鍵盤の機種。他に6種類の音色カテゴリーを持ったオーケストラ音源を内蔵。既に生産中止。
VK-77
VK-7の2段鍵盤モデル。ハーモニック・バーを3パート分（他にオーケストラ用が1本）用意。他にオーケストラ音源を8カテゴリー内蔵。モジュレーション・ピッチベンドレバーを装備。既に生産中止。
VK-8
2002年登場。VK-7の後継機種。VK-7を徹底的に見直して音質などが向上した他、シンセ鍵盤を廃して新規設計のウォーターフォール鍵盤を採用。LCDはなくなり、手をかざすことで演奏に変化をつける「Dビーム」が装備されている。現在生産されているのはVersion 2。VK-88をもとに機能が強化されている。
VK-88
2003年登場。VK-8の2段鍵盤モデルで、同じくウォーターフォール鍵盤を採用。音質はVK-8よりさらに改良されている。VK-77と同じくハーモニック・バーを3パート分用意。他にオーケストラ・トーンをアッパー8音色、ロワー・ペダル8音色内蔵。専用のハーモニック・バーも2本用意されている。VK-77と同じく、モジュレーション・ピッチベンドレバーを装備。専用ペダル鍵盤としてPK-25Aがあるが、既に発売されているペダル鍵盤も使用可能である。木製の専用スタンドと椅子が用意されており、それと組み合わせれば本格的なスタイルになる。「Dビーム」装備。
VK-8M
VK-88と同時期に登場。既存のキーボードに追加する形の音源モジュール。音質はVK-88相当。「Dビーム」装備。モジュールタイプながらサイドパネルに天然木を使用している。